# Azijski kup u hokeju na travi za žene 1993.
3. Azijski kup u hokeju na travi za žene se održao 1993. godine.
Krovna međunarodna organizacija pod kojom se održalo ovo natjecanje je bila Azijska hokejska federacija.

## Mjesto i vrijeme održavanja
Održalo se u japanskom gradu Hirošimi 1993.

## Borbe za odličja
U borbe za odličja su ušle domaćinke Japan, J. Koreja, Kina i Indija.

## Završni poredak prve četiri
| Mj. | Djevojčad |
| --- | --------- |
| 1.  | J. Koreja |
| 2.  | Kina      |
| 3.  | Indija    |
| 4.  | Japan     |

| Osvajačice Azijskog kupa 1993. |
| ------------------------------ |
| Južna Koreja Drugi naslov      |

## Nagrade i priznanja
| najbolji strijelac | najbolja igračica | najbolja vratarka |
| ------------------ | ----------------- | ----------------- |
|                    |                   |                   |

## Vanjske poveznice
- (engl.) Azijski kup